# جوخه (فیلم ۲۰۱۸)
جوخه (به هندی: Paltan) فیلمی محصول سال ۲۰۱۸ و به کارگردانی جی. پی. دوتا است. در این فیلم بازیگرانی همچون جکی شروف، آرجون رامپال، سنو سود، گورمیت چودهاری، هارشواردان رانه، سیدهانت کاپور، لیو سینها، اشا گوپتا، سونال چوهان، مونیکا گیل و دیپیکا کاکار ایفای نقش کرده‌اند.